# Biroella ornata
Biroella ornata är en insektsart som beskrevs av Bolívar, C. 1925. Biroella ornata ingår i släktet Biroella och familjen Morabidae.

## Underarter
Arten delas in i följande underarter:
- B. o. ornata
- B. o. plebeja